# Cappella di Sant'Elena (Gerusalemme)
La Cappella di Sant'Elena è una chiesa armena del XII secolo nel livello inferiore della Chiesa del Santo Sepolcro a Gerusalemme, costruita durante il Regno di Gerusalemme.

## Descrizione
Nella chiesa sono presenti due absidi, una dedicata a Sant'Elena e una al ladro penitente in croce.
Nella parte sud-est della cappella c'è una sedia che secondo la tradizione è stata utilizzata da Elena, la madre dell'imperatore Costantino, quando stava cercando la Vera Croce.

## Storia

### Resti del II e IV secolo
Tra il 1973 e il 1978 sono stati effettuati lavori di restauro e scavi nella chiesa del Santo Sepolcro. A est della Cappella di Sant'Elena, gli scavi hanno scoperto un vuoto contenente un disegno del II secolo di una nave romana, due muretti che sostenevano la piattaforma del tempio di Adriano del II secolo e un muro più alto del IV secolo costruito per sostenere la basilica di Costantino; le autorità armene hanno recentemente convertito questo spazio archeologico nella Cappella di San Vardan, e hanno creato una passerella artificiale sopra una cava a nord della cappella, in modo che si potesse accedere alla nuova cappella dalla Cappella di Sant'Elena.

### Costruzione del XII secolo
Il cronachista Guglielmo di Tiro riferisce del restauro della chiesa del Santo Sepolcro a metà del XII secolo. I crociati indagarono sulle rovine orientali del sito, scavando occasionalmente tra le macerie, e mentre tentavano di raggiungere la cisterna dove si credeva fosse stata trovata la Vera Croce, scoprirono parte del livello del suolo originale del recinto del tempio di Adriano; decisero di trasformare questo spazio in una cappella dedicata a Elena, allargando il loro tunnel di scavo originale in una vera e propria scala. 

### Decorazione del XX secolo
Il grande mosaico decorativo del pavimento è realizzato dall'artista israeliana del XX secolo Hava Yofe. Una parte raffigura chiese nell'Armenia storica. Nonostante le immagini siano moderne nel loro stile rappresentativo, alcune guide turistiche riferiscono ai visitatori che il mosaico è antico.
Tra il 2017 e il 2019, la cappella è stata sottoposta a lavori di ristrutturazione che includono una nuova ringhiera dell'altare in marmo bianco e un nuovo pavimento in piastrelle.

## Galleria d'immagini

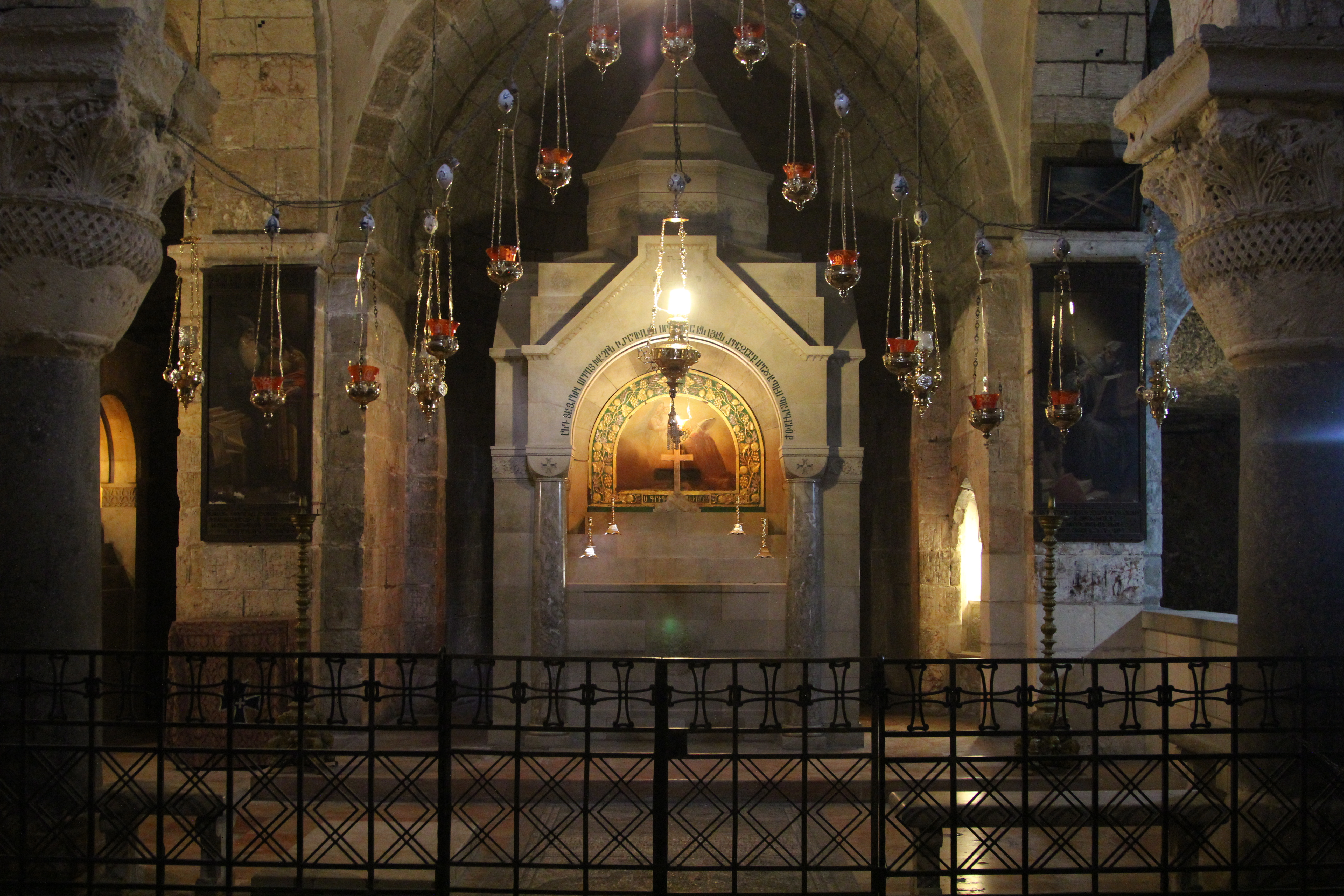
L'altare
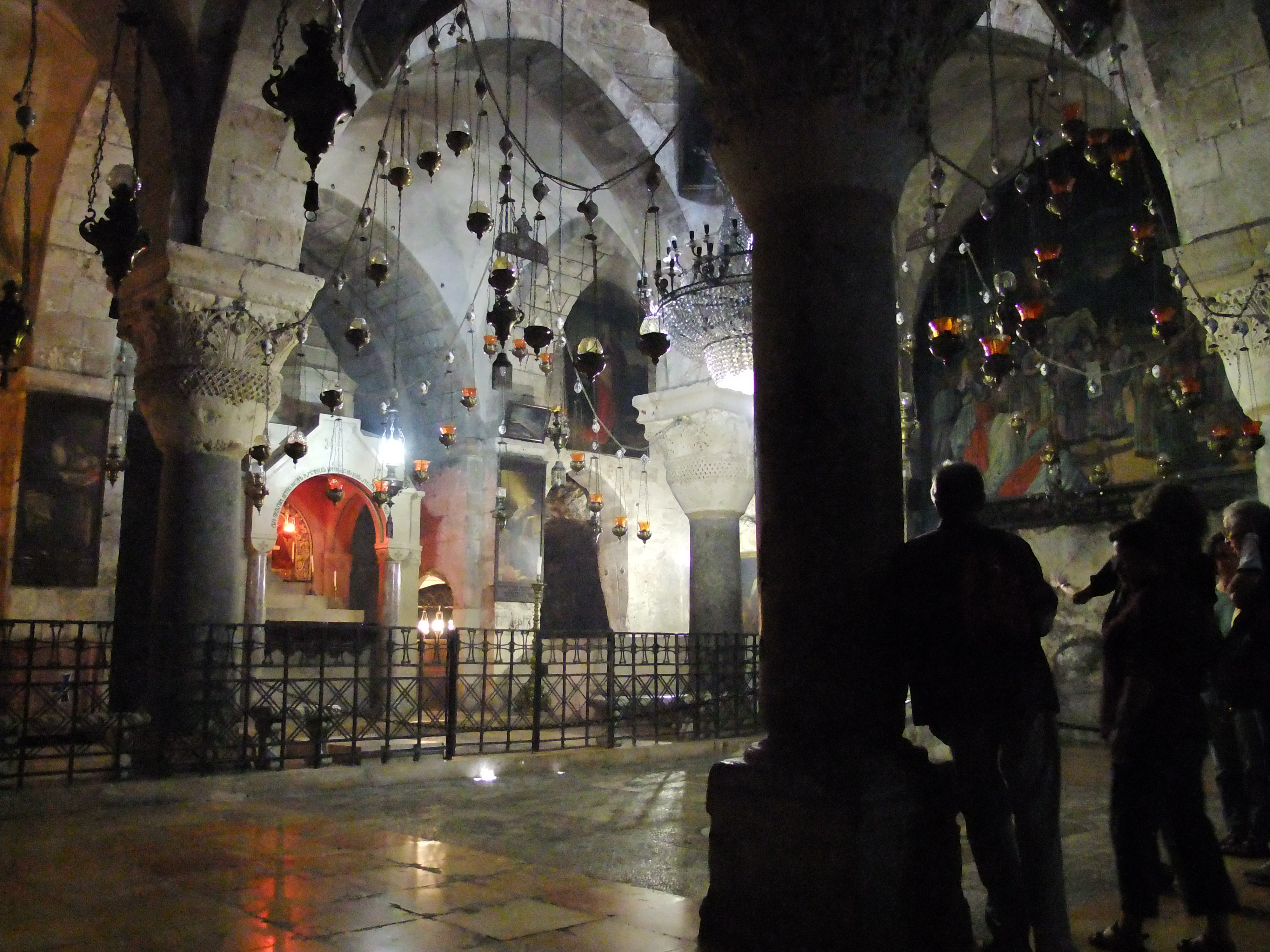
Veduta della cappella dal lato destro
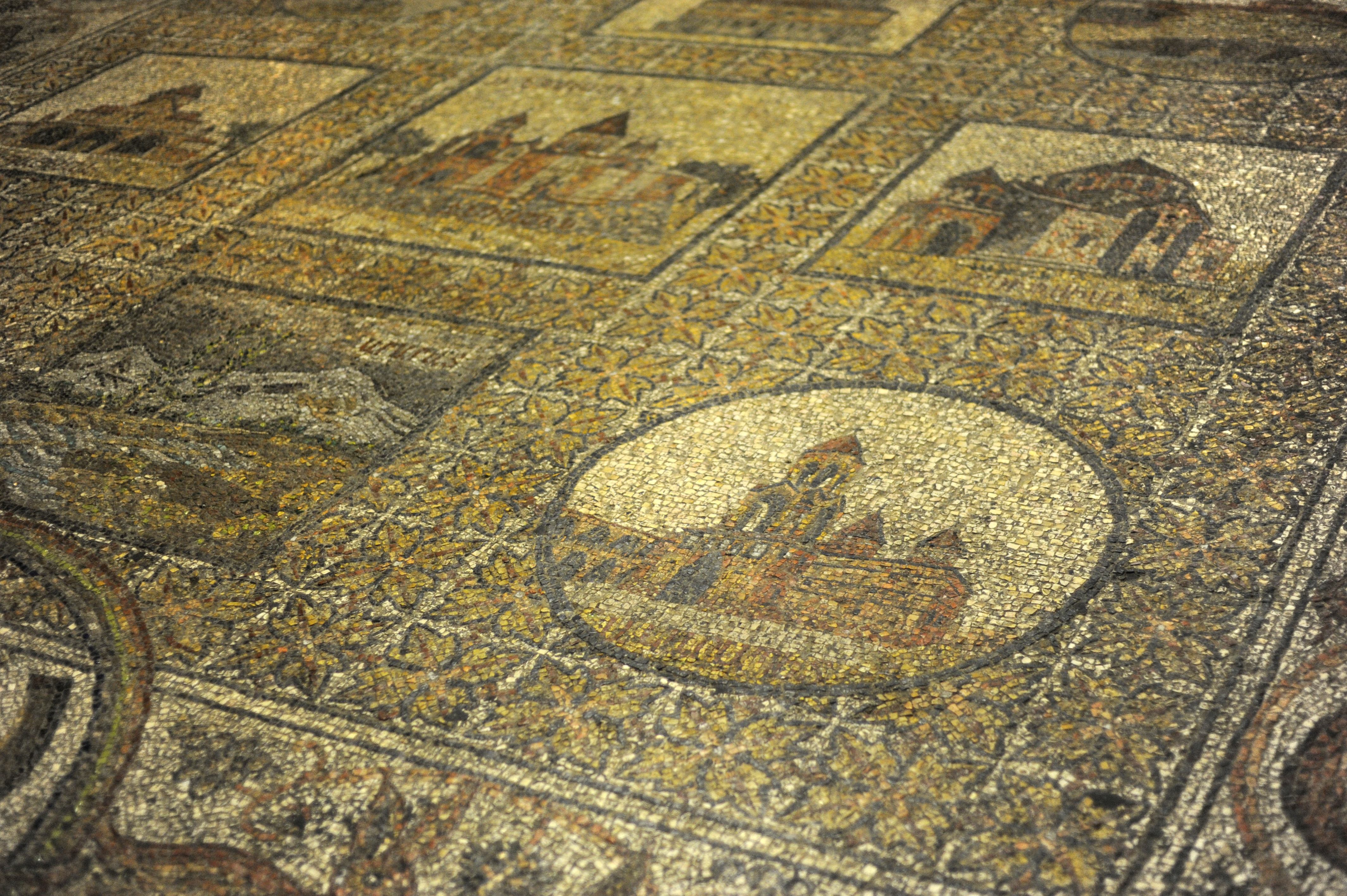
Mosaico pavimentale
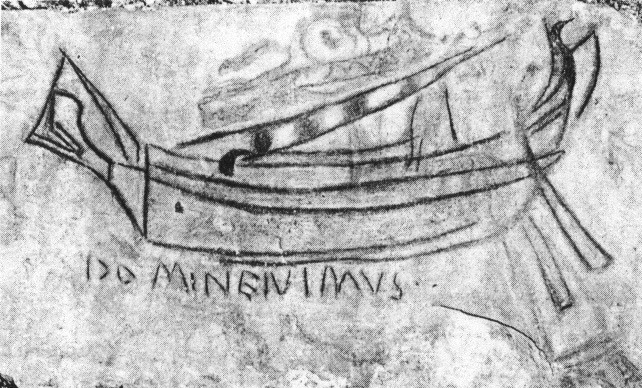
Disegno di una nave e scritta "DOMINE IVIMVS"